# Loppi
Loppi (svédül: Loppis) egy kistérség Finnország déli részén, Dél-Finnország tartományban, valamint egyes területei átnyúlnak Tavastia Proper régióba. Loppit 1632-ben alapították. A 2012. január 31-i állás szerint lakosainak száma 8393 fő.  Területe 655,98 négyzetkilométer, amelyből 58,36 négyzetkilométer vízfelület. A népsűrűség 14,4 fő/négyzetkilométer. 

## A kistérség települései
Három nagyobb lélekszámú község található Loppi kistérség területén: Loppi (másik nevén:Kirkonkylä), Launonen és Läyliäinen. a lakosság többsége falvakban lakik, ennek ellenére viszonylag nagyobb népesség él a három legnagyobb településen. A kistérség további kisebb települései még:
- Hevosoja,
- Hirvijärvi,
- Hunsala,
- Joentaka,
- Kormu,
- Metsäkylä,
- Ourajoki,
- Pilpala,
- Räyskälä,
- Sajaniemi,
- Salo,
- Teväntö,
- Topeno és
- Vojakkala

## Fontosabb látnivalók
Carl Gustaf Emil von Mannerheim marsall vadászkunyhója (finnül: Marskin maja), amely épületet 1942-ben telepítették ide át Karéliából a folytatólagos háború idején. Az épület a Punelia-tó partján áll és manapság étteremként működik. 
A Räyskälä sportrepülőtér szintén Loppi kistérségben található. Itt működik a Finn Sportrepülő Akadémia. Ez Finnország egyik legforgalmasabb polgári repülőtere. 

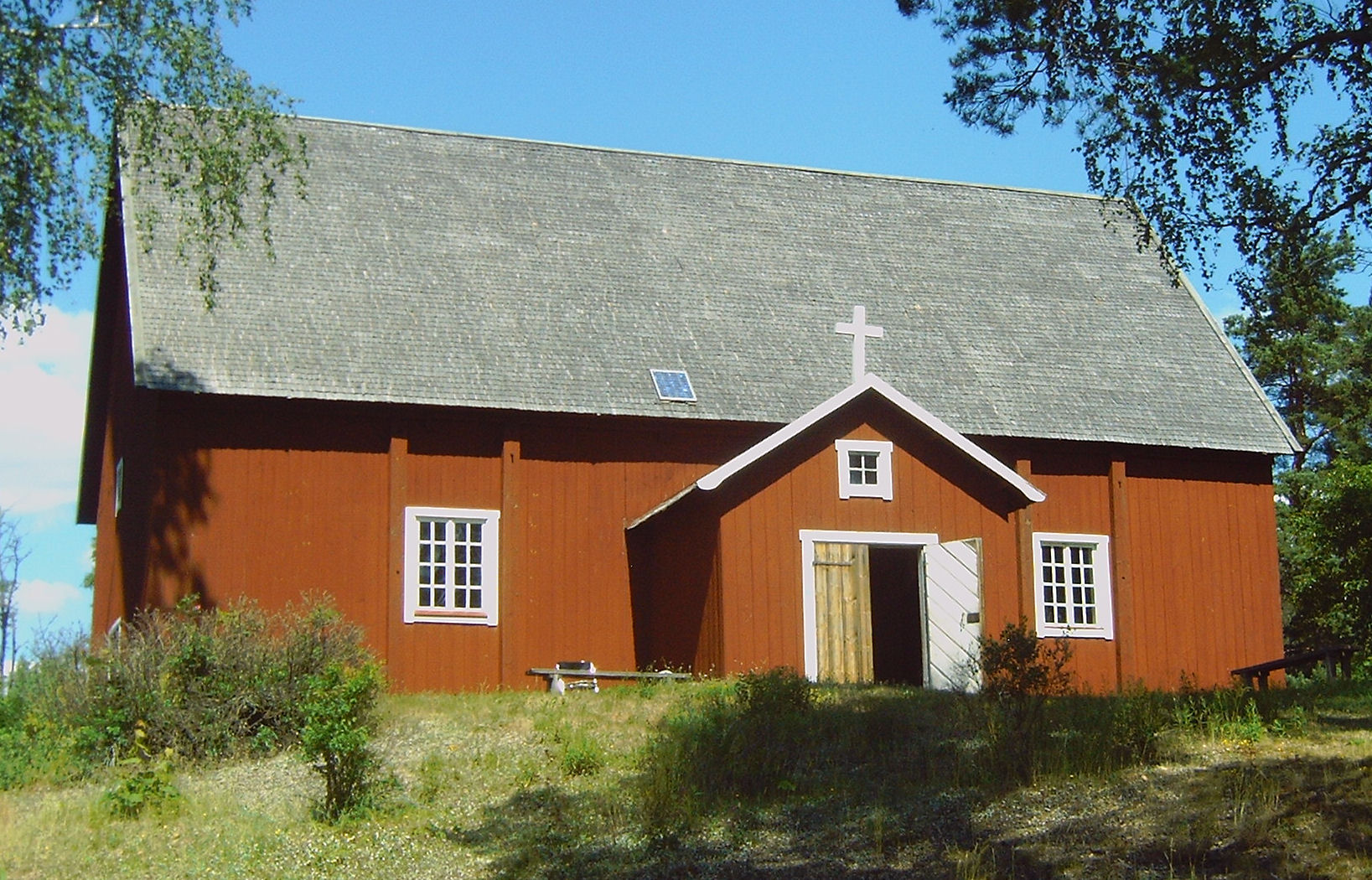
Szent Brigitta-templom, Loppi

A Szent Brigitta-templom Loppiban található. Helyi néven Santa Pirjo-nak nevezik, mivel a finn Pirjo név a Brigitta helyi megfelelője. A mintegy 300 éves fatemplom az egyik legrégebbi máig fennmaradt fatemplom egész Finnországban.

## Fordítás
Ez a szócikk részben vagy egészben  a   Loppi című angol Wikipédia-szócikk ezen változatának fordításán alapul.  Az eredeti cikk szerkesztőit annak laptörténete sorolja fel. Ez a jelzés csupán a megfogalmazás eredetét és a szerzői jogokat jelzi, nem szolgál a cikkben szereplő információk forrásmegjelöléseként.